# اریش شونفلدر
اریش شونفلدر (آلمانی: Erich Schönfelder; ۲۳ آوریل ۱۸۸۵ – ۱۴ مهٔ ۱۹۳۳) هنرپیشه، فیلم‌نامه‌نویس، کارگردان فیلم اهل آلمان بود.
از فیلم‌ها یا برنامه‌های تلویزیونی که وی در آن نقش داشته‌است می‌توان به تحقیرشده‌ترین مرد اشاره کرد.